# Джон Маттке
Джон Маттке (англ. John Mattke; нар. 29 жовтня 1958) — колишній американський тенісист.
Найвищу одиночну позицію світового рейтингу — 125 місце досяг 4 лютого, 1985, парну — 117 місце — 2 січня, 1984 року.
Найвищим досягненням на турнірах Великого шолома було 2 коло в одиночному розряді.

## Титули на челленджерах

### Парний розряд: (2)
| Ранг | Рік  | Турнір                          | Покриття | Партнер    | Суперники                 | Рахунок       |
| ---- | ---- | ------------------------------- | -------- | ---------- | ------------------------- | ------------- |
| 1.   | 1983 | Лагос, Нігерія                  | Тверде   | Весті Кеш  | Джонатан Кантер Джо Маєрс | 6–3, 3–6, 6–3 |
| 2.   | 1985 | Сан-Луїс-Потосі (штат), Мексика | Ґрунт    | Саші Менон | Джефф Аронс Річард Акел   | 7–6, 6–3      |